# Дюррбах
Дю́ррбах или Ды́рбах (нем. Dürrbach; в.-луж. Dyrbachо файле) — деревня в Верхней Лужице, Германия. Входит в состав коммуны Боксберг района Гёрлиц в земле Саксония. Подчиняется административному округу Дрезден.

## География
Находится в южной части района Лужицких озёр северо-западнее от деревни Клетно. На западе деревни проходит автомобильная дорога К 8472. На западе от деревни располагаются Гродовский пруд и искусственное Бервалдское озеро.
Соседние населённые пункты: на севере — деревня Крынгелецы, на северо-востоке — деревня Рыхвалд, на юге — деревня Клетно.

## История
Впервые упоминается в 1362 году под наименованием Durrebach.
С 1973 по 2009 года входила в коммуну Клиттен. С 2009 года входит в состав современной коммуны Боксберг.
В настоящее время деревня входит в состав культурно-территориальной автономии «Лужицкая поселенческая область», на территории которой действуют законодательные акты земель Саксонии и Бранденбурга, содействующие сохранению лужицких языков и культуры лужичан.
Исторические немецкие наименования
- Durrebach, 1362
- Durrebach, 1410
- Dorrebach, Dorrembach, 1463
- Dörbach, 1551
- Dürrbach, 1617

## Население
Официальным языком в населённом пункте, помимо немецкого, является также верхнелужицкий язык.
Согласно статистическому сочинению «Dodawki k statisticy a etnografiji łužickich Serbow» Арношта Муки в 1884 году в деревне проживало 165 человек (из них — 161 серболужичанин (98 %)).
Лужицкий демограф Арношт Черник в своём сочинении «Die Entwicklung der sorbischen Bevölkerung» указывает, что в 1956 году при общей численности в 191 человек серболужицкое население деревни составляло 61,3 % (из них верхнелужицким языком владело 97 взрослых и 20 несовершеннолетних).
| 1825 | 1871 | 1885 | 1905 | 1925 | 1939 | 1946 | 1950 | 1964 | 2011 |
| ---- | ---- | ---- | ---- | ---- | ---- | ---- | ---- | ---- | ---- |
| 119  | 172  | 191  | 168  | 173  | 198  | 204  | 204  | 171  | 80   |